# 橋頭糖廠駅
橋頭糖廠駅（きょうとうとうしょうえき）は台湾高雄市橋頭区にある高雄捷運紅線の駅。紅線の駅は糖南路右側に位置し、駅番号はR22A。計画中の燕巣線の駅は興糖国小の北側で地下駅となり、駅番号はYC5の予定。駅名は糖廠（製糖工場）から名付けられたが、正式名称は台糖公司高雄廠である。台湾語のでは古い地名である橋仔頭糖廠(Kiô-á-thâu Thn̂g-chhiúⁿ)と放送されている。2020年より野良猫だった「蜜柑（Mikan）」が駅長として常駐している。

## 駅のテーマ
本駅は古色漂う事をテーマとして、橋頭糖廠にある産業遺産の建物と駅外観を似通わせている。本駅のパブリックアートはステンドグラスを主題としている。

## 駅構造
- 島式ホーム1面2線の高架駅であり、3層構造で3箇所の出入口がある。

### 駅階層
| 地上2階 | 1番ホーム                    | ←■紅線 左営／高鉄・小港方面（青埔駅）              |
| 地上2階 | 島式ホーム、左側のドアが開く |                                                    |
| 地上2階 | 2番ホーム                    | ■紅線 橋頭火車站・岡山方面（橋頭火車站）→          |
| 地上1階 | コンコース階                 | コンコース、案内所、自動券売機、自動改札口、出入口 |
| 地下1階 | 地下道                       | 出口1                                              |

### 駅出口
出口1は駅東側、出口2は駅西側、出口3は駅北側にあり、出口1にはバリアフリーのエレベーターがある。
- 出口1：橋南路
- 出口2：橋頭糖廠
- 出口3：興糖国小、五分車のりば

## 利用状況
| 年   | 年間    | 年間    | 年間     | 年間     | 1日平均 | 1日平均 |
| 年   | 乗車    | 下車    | 乗下車計 | 出典     | 乗車    | 乗下車  |
| ---- | ------- | ------- | -------- | -------- | ------- | ------- |
| 2008 | 462,510 | 474,517 | 937,027  | [ 注 1 ] | 1,719   | 3,483   |
| 2009 | 346,760 | 349,407 | 696,167  | [ * 2 ]  | 950     | 1,907   |
| 2010 | 288,845 | 297,245 | 586,090  | [ * 3 ]  | 791     | 1,606   |
| 2011 | 317,555 | 326,830 | 644,385  | [ * 4 ]  | 870     | 1,765   |
| 2012 | 379,495 | 386,874 | 766,369  | [ * 4 ]  | 1,037   | 2,094   |
| 2013 | 407,217 | 415,801 | 823,018  | [ * 4 ]  | 1,116   | 2,255   |
| 2014 | 358,891 | 368,503 | 727,394  | [ * 4 ]  | 983     | 1,993   |
| 2015 | 343,396 | 350,811 | 694,207  | [ * 4 ]  | 941     | 1,902   |
| 2016 | 304,291 | 314,186 | 618,477  | [ * 4 ]  | 831     | 1,690   |
| 2017 | 304,615 | 314,161 | 618,776  | [ * 4 ]  | 835     | 1,695   |
| 2018 | 311,932 | 321,259 | 633,191  | [ * 4 ]  | 855     | 1,735   |
| 2019 | 301,142 | 306,998 | 608,140  | [ * 4 ]  | 825     | 1,666   |
| 2020 | 215,611 | 219,812 | 435,423  | [ * 4 ]  | 589     | 1,190   |

- 統計に関する出典

註釈
1. ↑  3月8日開業後の運営日数は296日だが、統計は有料化開始の4月7日以降269日で算出している[* 1] ）

出典
1. ↑  （繁体字中国語）高雄捷運公司 (2009年1月10日). “高雄都會區大眾捷運系統各站旅運量統計表”.   高雄市政府交通局. p. 頁10. 2019年5月5日閲覧。
2. ↑  （繁体字中国語）“高雄都會區大眾捷運系統各站旅運量統計表 中華民國98年”.   高雄市政府捷運工程局. p. 13 (2009年1月10日). 2019年10月27日閲覧。
3. ↑  （繁体字中国語）“高雄都會區大眾捷運系統各站旅運量統計表 中華民國99年”.   高雄市政府捷運工程局. p. 13. 2019年10月27日閲覧。
4. ↑  （繁体字中国語）“高雄都會區大眾捷運系統各站旅運量-年 依 年, 捷運站別 與 入出站”.   高雄市政府交通局 (2021年3月12日). 2021年3月12日閲覧。 高雄市統計資訊服務網

## 歴史
- 2008年3月9日 - 高雄捷運紅線の「橋頭 - 小港」間が正式に開通した[2]。
- 2009年7月25日 - 台湾糖業鉄道五分車が延伸開業[3]。

## 隣の駅
高雄捷運
■紅線
橋頭火車站駅 - 橋頭糖廠駅 - 青埔駅
台湾糖業鉄道
橋頭線
捷運橋頭糖廠站 - 興糖駅 - 花卉中心